# Rhynchosia pseudoviscosa
Rhynchosia pseudoviscosa är en ärtväxtart som beskrevs av Hermann August Theodor Harms. Rhynchosia pseudoviscosa ingår i släktet Rhynchosia och familjen ärtväxter. Inga underarter finns listade i Catalogue of Life.